# Синицын, Константин Александрович
Константин Александрович Сини́цын (1912—1976) — советский актёр театра и кино. Народный артист РСФСР (1954). Заслуженный артист Узбекской ССР (1943). Лауреат Сталинской премии третьей степени (1951).

## Биография
Константин Синицын родился 13 (26 марта) 1912 года в Царицыне (ныне Волгоград). После окончании семилетки в 1928 году поступил в ФЗУ завода «Красный октябрь». В 1931—1933 годах учился в театральной студии при Сталинградском управлении театрально-зрелищных предприятий. В 1933—1935 годах играл в драматическом театре Камышина Сталинградской области и в Сталинградском ТЮЗе.
В 1936 году вошёл в труппу Сталинградского ДТ имени М. Горького, где работал до конца жизни. Во время эвакуации в Ташкенте в 1942—1943 годов играл в Ташкентском драматическом театре имени М. Горького, где получил звание. За сорок лет сыграл несколько десятков ролей в театре.
В кино сыграл лишь три роли, наиболее известная из которых — директор совхоза Барабанов в комедии «Иван Бровкин на целине».
Умер 20 марта 1976 года, похоронен на центральном кладбище Волгограда.

## Награды
- заслуженный артист Узбекской ССР (1943)[1]
- Сталинская премия третьей степени (1951) — за роль парторга Аркадьева в спектакле «Совесть» (1951).
- народный артист РСФСР (1954).

## Творчество

### Работы в театре
- «Молодая гвардия» А. А. Фадеева — Сергей Тюленин
- «Сталинградцы» Ю. П. Чепурина — комдив Климов
- «Большой шаг» — Вагин
- «Совесть» (Ю. П. Чепурин) — Пётр Григорьевич Аркадьев
- «На дне» М. Горького — Сатин
- «Великий государь» В. А. Соловьёва — Иван Грозный
- «Укрощение строптивой» Шекспира — Петруччио

### Фильмография
1. 1958 — Иван Бровкин на целине — Сергей Владимирович Барабанов, директор целинного совхоза
2. 1960 — Ждите писем — Бобров, начальник строительства
3. 1962 — Серый волк — Пётр Бахрушин

## Адреса в Волгограде
В 1949—1970 годах проживал в доме № 13, улица Мира (Волгоград).